# Niels Stigsen
Niels Stigsen (død 24. september 1249) var en dansk biskop i Roskilde Domkirke fra 1225. Han blev også kansler for Valdemar Sejr. Han var både med til Stensby-aftalen og Jyske Lovs bekendtgørelse. Han faldt i unåde under Erik Plovpenning, og blev frataget sit kanslerembede i 1245 og flygtede kort efter til Norge og herefter til Frankrig. Han døde i landflygtighed.

## Liv
Han var søn af Stig Galen, der var søn af Skjalm Hvides sønnesøn Toke Ebbesen. Moderen hed Christine. Niels Stigsen, der således hørte til Danmarks på den tid mægtigste og berømteste slægt, valgte den kirkelige vej, og da budskabet om, at biskop Peder Jacobsen af Roskilde var død, nåede til Danmark, valgtes han i 1225 til hans efterfølger. Valdemar Sejr var på det tidspunkt stadig i tysk fangeskab, så Niels Stigsen måtte vente på hans stadfæstelse; Bispevielsen fandt derfor først sted i 1226. Valdemar viste ham sin gunst ved i 1230 at skænke Roskilde Stift Saltholm, der havde værdifulde kalkstensbrud. Få år efter blev han kongens kansler, da Biskop Niels af Slesvig døde. I det hele taget indtog Niels Stigsen en fremskudt plads blandt den tids bisper, og han lagde stor kirkelig iver for dagen, håndhævede sit domkapitels privilegier, deriblandt det fri valg af kannikker, og han var klostrenes ven. Sammen med ærkebiskop Uffe Thrugotsen og biskop Gunner i Viborg søgte han i 1233 at sikre Sorø Kloster det jordegods, som Esbern Snares søn Johannes Marsk havde skænket det, men som hans arvinger ikke ville afgive.
Her nåede han ganske vist foreløbig ikke sit mål; men da samtidig Esbern Snares sønnesøn Esbern Snerling på sit dødsleje skænkede Sorø Kloster en del gods, og hans moder Margrethe alligevel holdt det tilbage, bandlyste Niels Stigsen hende tre gange og fremtvang derved testamentets fuldbyrdelse. Endvidere udvirkede han et heldigt mageskifte mellem Sorø og Sankt Peders Kloster ved Næstved, og dette sidste kloster regnede ham blandt sine velgørere. Ligeledes bidrog han i 1237 væsentlig til grundlæggelsen af Franciskanerklosteret i Roskilde, hvis kirke han i 1239 indviede. Niels Stigsen var tilstede på mødet i Stensby i 1238, hvor man undertegnede Stensby-aftalen, der gav Estland tilbage fra den Den Liviske Orden, og på mødet i Vordingborg 1241, hvor Jyske Lov blev kundgjordt, i Vordingborg stod han kort efter ved Kong Valdemars dødsleje.
Hos Erik Plovpenning havde han i begyndelsen en høj stjerne. Endnu i 1244 ses det, at Erik i en privilegiesag rettede sig efter sin "elskede Kanslers" bøn, men året efter, i 1245 slog det om. Sammen med rigets øvrige bisper deltog Niels Stigsen i det bekendte Odensemøde, der kundgjorde højtidelig forbandelse over enhver, der forbrød sig mod kirkens gods og rettigheder. Dette var rettet mod kongen, hvorfor Erik i sin harme mod Niels Stigsen, der havde "talt imod" ham, fratog ham kanslerembedet, ja endog beskyldte ham for sammen med frænder og venner at ville skille ham ved liv og rige. Efter bruddet med kongen må Niels Stigsen have søgt støtte hos sine mægtige slægtninge; men endnu samme år flygtede han, først til Norge, senere til Frankrig, hvor han dels var hos Paven i Lyon, dels i Clairvaux. Således begyndte det skæbnesvangre fjendskab mellem Skjalm Hvides slægt og kongedømmet.
Kong Erik havde inddraget ikke alene Niels Stigsens private godser, men også hans bispestols besiddelser, deriblandt København. Niels Stigsen klagede til Pave Innocens 4., men af politiske grunde var han kølig overfor sagen og nøjedes med at lade en legat foretage en undersøgelse. Udfaldet gik dog kongen imod, og Niels Stigsen lyste interdikt over Roskilde Stift; men kongen trodsede det og beslaglagde nu også domprovst Jacob Erlandsens godser, fordi denne hos paven havde talt sin frændes sag. Fra nu af optrådte Innocens
4. mere bestemt mod Erik, beskikkede et nævn til at påkende sagen og satte kongens fjende biskop Eskil af Slesvig i spidsen for det, ja truede endog med band og interdikt. Imidlertid døde Niels Stigsen 24. september 1249 under sit ophold i Clairvaux (ikke som munk). Som den, der "for Kirkens Friheds Skyld var landflygtig", fik han sin grav på et af de fornemste steder i klosterkirken, og hans sølvkrucifix opbevaredes der som et kært minde. Paven gik endnu strengere frem imod Erik; men først efter kongens død i 1250 blev godserne givet tilbage. Hele striden var forspillet til de store kampe mellem kongedømmet og kirken i Danmark.